# Styloleptus laticollis
Styloleptus laticollis es una especie de escarabajo longicornio del género Styloleptus, tribu Acanthocinini, subfamilia Lamiinae. Fue descrita científicamente por Fisher en 1925.

## Descripción
Mide 5-7 milímetros de longitud.

## Distribución
Se distribuye por Bahamas y República Dominicana.